# Gabriele Trull
Gabriele Trull (* 1947 in Göttingen) ist eine ehemalige Lehrerin und frühere Bundesvorsitzende der Arbeitsgemeinschaft Evangelische Krankenhaus-Hilfe.

## Leben
Trull wuchs in Hamburg auf. Ihr Studium zur Realschullehrerin mit Schwerpunkt Mathematik und Physik absolvierte sie an den Universitäten Berlin und Göttingen. Sie arbeitete kurze Zeit als Realschullehrerin in Stadtoldendorf, gab aber nach der Heirat mit einem Soldaten und der Geburt ihrer beiden Töchter die Schultätigkeit auf. Es folgten berufsbedingt durch ihren Mann zahlreiche Umzüge und zwei Auslandsaufenthalte in Rom und Pakistan. Zur Selbsthilfe und zum Erfahrungsaustausch gründete sie das „Forum für Soldatenfrauen“.
Seit 1979 engagierte sie sich ehrenamtlich in der Evangelischen Krankenhaus-Hilfe (EKH) und war als Grüne Dame in Krankenhäusern in Sankt Augustin, Lüneburg und Rendsburg tätig. Im Jahr 1996 übernahm sie in der Nachfolge der Gründerin Brigitte Schröder den Bundesvorsitz der Arbeitsgemeinschaft Evangelische Krankenhaus-Hilfe. Trull war Mitglied in zahlreichen Bundes- und Landesgremien, in der Diakonischen Konferenz der Evangelischen Kirche in Deutschland, im Verwaltungsrat und Präsidium der Diakonie, im Vorstand bundesweiter Seniorenverbände sowie stellvertretende Vorsitzende des Diakonischen Rates der Evangelischen Kirche im Rheinland. Im Jahr 2013 schied sie als Bundesvorsitzende der EKH aus und ist inzwischen Ehrenvorsitzende und Mitglied im erweiterten Vorstand.
Trull ist mit einem Offizier verheiratet, Mutter von zwei Töchtern und siebenfache Großmutter.

## Auszeichnungen
- 2000 – Verdienstkreuz am Bande[5]
- 2011 – Kronenkreuz Diakonie[6]
- 2014 – Verdienstkreuz Erster Klasse[5]

## Veröffentlichungen
- Mit Angelika Halama: Kein Mann war je Soldatenfrau. Informationen und Anregungen für Soldatenfrauen, Mittler, Herford/Bonn 1991, 2., überarb. und erw. Aufl., ISBN 3-8132-0384-0.
- Familie ist Zukunft. Internationaler Familienkongreß Dresden, 3. bis 6. Oktober, Internationaler Familienkongreß Bonn e.V., Bonn 1991.